# 火紅大箭男
《火紅大箭男》（英語：Red Rocket）是一部2021年美國喜劇劇情片，由西恩·貝克執導並與克里斯·貝戈赫合作編劇，賽門·雷克斯主演。講述倦怠的色情影星米基·賽巴（Mikey Saber，雷克斯飾演）回到德克薩斯州的家鄉小鎮，但沒有人歡迎他的歸來。
電影2021年7月在第74屆坎城影展舉行首映並角逐金棕櫚獎，由A24排定2021年12月10日美國上映。

## 演員
- 賽門·雷克斯飾演米基·賽巴（Mikey Saber）
- 布莉·艾羅德（Bree Elrod）飾演蕾西（Lexi）
- 蘇珊娜·桑（Suzanna Son）飾演絲特柏莉（Strawberry）
- 布蘭妲·戴斯（Brenda Deiss）飾演莉莉（Lil）
- 茱蒂·希爾（Judy Hill）飾演里昂德里亞（Leondria）
- 馬龍·蘭伯特（Marlon Lambert）飾演艾內斯托（Ernesto）
- 布莉塔妮·羅格里茲（Brittany Rodriguez）飾演瓊（June）
- 伊森·達邦（Ethan Darbone）飾演朗尼（Lonnie）
- 鄒時擎飾演潘女士（Ms Phan）

## 製作
西恩·貝克與克里斯·貝戈赫為電影《小明星》（2012年）研究成人電影產業時，遇到了一位皮條客男子，以此為原型構思了米基·賽巴（Mikey Saber）一角。貝克在拍攝前五年就考慮到了賽門·雷克斯，但直到2020年10月23日，貝克才致電給該演員，說服對方用iPhone發送試鏡帶子，準備時間只有五分鐘。雷克斯隨後開車前往德克薩斯州，以免在趕三天後開拍的航班時被隔離。雷克斯直到拍攝結束才告訴經紀人這部片的存在，力求對方相信自己的眼光。貝克有意透過本片講述性工作者「致力消除行業的汙名並化為正常生活一部分」的故事。雷克斯在成為模特兒、演員、MTV影像骑师和饒舌歌手前為一家同性戀色情公司出演了個人手淫影片，此表現至少讓一位評論家「著迷」，貝克為此選擇了雷克斯來飾演賽巴。
2020年10月26日主要拍攝開始，11月19日結束，當時德克薩斯州正值COVID-19疫情的嚴格管制措施期間。本片以16毫米底片攝製。劇組人員僅十人，沒有排練時間，加上多數非專業演員。
片中歌曲〈Bye Bye Bye〉版權的取得並非最初預算的一部分。得經由超級男孩的所有五名成員全數批准其使用。蘇珊娜·桑（Suzanna Son）為官方電影配樂錄製了此歌的翻唱版。

## 發行
《火紅大箭男》2021年12月10日美國院線上映。A242021年2月取得《火紅大箭男》的美國發行權。國際發行權被出售給焦点影业。電影2021年7月14日登上第74屆坎城影展舉行全球首映並角逐金棕櫚獎，獲得了長達五分鐘的起立鼓掌。之後在世界各地放映。本片與特拉维斯·斯科特的Astroworld音乐节及休斯頓電影藝術節結合，露天汽車放映計劃2021年11月8日休斯敦舉行，貝克、演出陣容和斯科特都將出席。但三天前在斯科特的音樂會上發生大規模傷亡事件後，活動宣告取消。

## 外部連結
- 互联网电影数据库（IMDb）上《火紅大箭男》的资料（英文）